# Heiliges Land

Die Karte des Heiligen Landes von Gerhard Mercator von 1537. Sie verbindet den historisch-geographischen Forschungsstand der Zeit mit den Aussagen der Bibel. Entsprechende Karten sind bis heute eine Beilage für die private Bibellektüre.

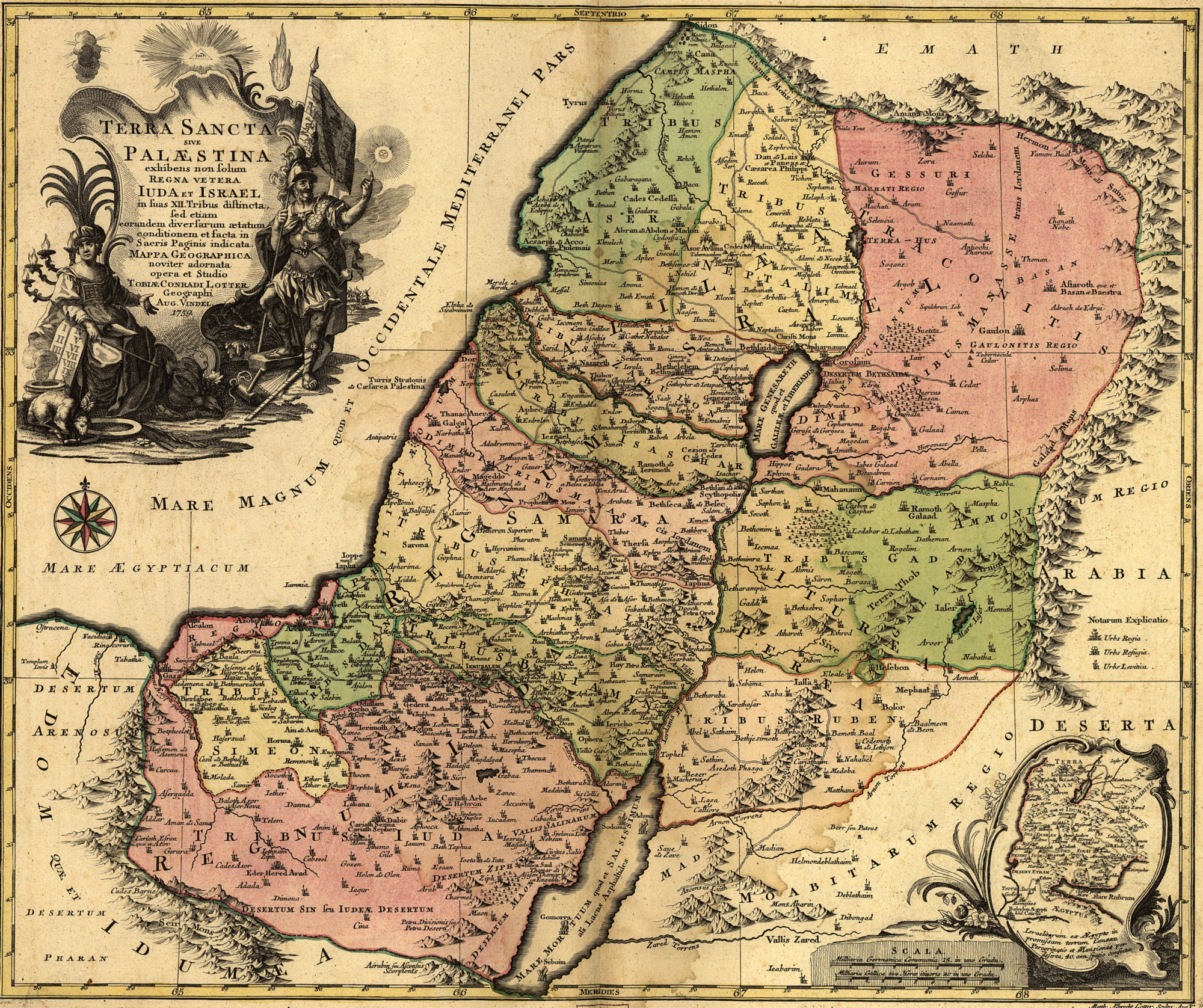
Terra Sancta sive Palæstina (Karte von 1759)

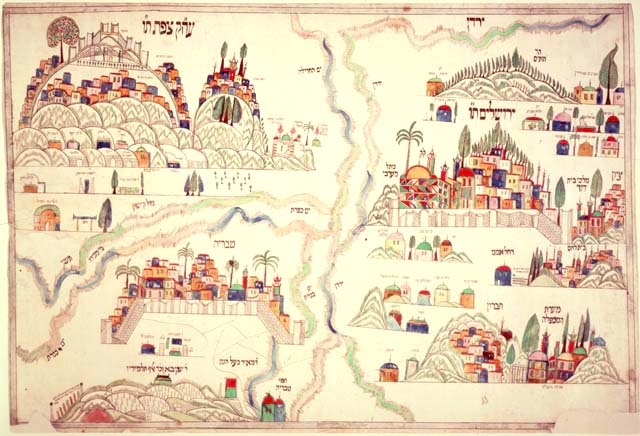
Karte der vier heiligen Städte des Judentums aus dem 19. Jahrhundert, mit Jerusalem im oberen rechten Viertel, Hebron darunter, dem Jordan von oben nach unten, Safed im oberen linken Viertel und Tiberias darunter. In jeder der vier Städte befinden sich Darstellungen der heiligen Schreine sowie die Gräber der heiligen Rabbiner und Heiligen. Seit dem 16. Jahrhundert hat sich die Verehrung Palästinas, insbesondere für die Beisetzung Verstorbener, fast vollständig auf diese vier Städte übertragen.

Heiliges Land (hebräisch ארץ הקודש Éreẓ haQodeš, lateinisch Terra Sancta, griechisch Ἅγιοι Τόποι Hagioi Topoi, arabisch الأرض المقدسة, DMG al-Arḍu l-Muqaddasa) ist eine Bezeichnung für die Region, die in der Hebräischen Bibel als Kanaan, Eretz Israel oder Gelobtes Land bezeichnet wird und historisch verschiedene politische Gebilde der Israeliten umfasste. Mit der Bezeichnung Heiliges Land wird ihre Bedeutung für die abrahamitischen Religionen Judentum, Samaritaner, Christentum, Islam und Baháʼí ausgedrückt.

## Geschichte der Bezeichnung
Die zugesprochene Heiligkeit dieser Region entspringt seiner Bedeutung als dem Land der Verheißung, welches Abraham und dem Volk Israel laut Altem Testament von Gott versprochen wurde. In den Schriften des Judentums ist die Bezeichnung „Heiliges Land“ oder „Heiliger Boden“ insgesamt ungebräuchlich, dort wird meist „Gelobtes/Verheißenes Land“ oder „Eretz Israel“ gewählt. (Davon abgeleitet wurde auch etwa der extremistische Kampfbegriff Großisrael.) Die einzige Bezeichnung von Kanaan/Israel als „heiligem Land“ im Tanach findet sich, mit Jerusalem als dessen Hauptstadt, in Sacharja (Sach 2,16 ). In der Septuaginta kommt der Begriff im Buch der Weisheit (Weish 12,3 ) und im 2. Buch der Makkabäer (2 Makk 1,7 ) vor.
Bis ins Hochmittelalter wurden für die Region meist die weltlichen Namen verwendet, je nach aktueller administrativer Gliederung etwa Judaea, Palaestina, Syria Palaestina oder auch schlicht Syria. Die Verbreitung des Ausdrucks „Heiliges Land“ geht zurück auf das 4. Jahrhundert, als mit dem Ende der Verfolgungszeit und der Auffindung des „wahren Kreuzes Christi“ in Jerusalem durch Kaiserin Helena das Interesse der Christen an den Schauplätzen der Bibel, vor allem an Jerusalem, erwachte. Das „Heilige Land“ war nunmehr das Ziel von privaten Pilgerreisen: Die früheste dokumentierte Reise eines (anonymen) christlichen Pilgers aus Bordeaux in das „Heilige Land“ fand im Jahre 333 statt. Sie führte von Bordeaux nach Jerusalem und ist in einem auf Latein verfassten Itinerarium (Reisehandbuch) mit Angabe der Wegstationen festgehalten. Viele Geschehnisse aus dem Alten Testament und dem Leben Jesu wurden seither lokalisiert, Gedenkstätten und Kirchen erbaut. Die Wallfahrt ins „Heilige Land“ galt fortan als bedeutsam für das Seelenheil.
Nach kurzer persischer Herrschaft zu Beginn des 7. Jahrhunderts folgte die Islamische Eroberung der Levante, sodass nun auch der Islam hier Fuß fasste, der sich ebenso wie das Christentum auf jüdische Wurzeln berufen konnte. Bezeichnungen für die Region Palästina in den ältesten Schriften des Islam werden meist mit „gesegnetem Land“ übertragen, in späteren Jahrhunderten kam aber unter anderem die Bezeichnung „Heilige Länder“ auf, da zahlreiche wichtige islamische Heiligtümer erbaut wurden.
Die im Laufe der Jahrhunderte wechselnden islamischen Machthaber behinderten zunehmend die christlichen Pilgerrouten, während die Zahl der Pilger weiter anstieg. Kalif Al-Hakim zerstörte 1009 die Grabeskirche in Jerusalem, eines der wichtigsten Heiligtümer des Christentums. Dies wurde 1095 als Anlass für den Ersten Kreuzzug genommen, als dessen Hauptziel die Eroberung und Sicherung der Pilgerstätten und -wege vorgegeben wurde, um die Christenheit vor Sarazenen und Seldschuken „zu verteidigen“. Somit stilisierte die Kirche ab dem 11. Jahrhundert das „Heilige Land“ als politischen Kampfbegriff zu einem Ort, den es für die eigene Religion „zurückzuerobern“ galt. Mit dem Ende des 13. Jahrhunderts hörten die Kreuzfahrerstaaten auf zu bestehen.
Christliche Pilgerfahrten insbesondere in die „Heilige Stadt“ Jerusalem wurden ausnehmend teuer (alternative Wallfahrtsorte gewannen darum an Bedeutung), sie blieben aber weiterhin möglich und gelten für fromme Christen als besonders erstrebenswert. Das „Heilige Land“ hat sich in der christlichen Tradition weiter gehalten und wurde schließlich wieder als unpolitische Bezeichnung für die Schauplätze des Alten und Neuen Testaments verstanden. Nur in wenigen fundamentalistischen und/oder schwärmerischen Kreisen wird dem „Heiligen Land“ noch eine politische Rolle für die Christenheit zugedacht.
Auch weiterhin steht die Region im Mittelpunkt von religiösen Konflikten zwischen Vertretern von abrahamitischen Religionen, zuletzt im Nahostkonflikt.

## Christen im Heiligen Land
Die Christen im Heiligen Land machen lediglich einen Teil von zwei Prozent der Gesamtbevölkerung von Israel, Palästina und Jordanien aus und werden mit circa 400.000 Gläubigen in 13 traditionellen Kirchen (fünf orthodoxe Kirchen, fünf unierte Ostkirchen, die römisch-katholische Kirche, Anglikanische Gemeinschaft, Evangelisch-lutherische Kirchen) angegeben. Das Lateinische Patriarchat von Jerusalem unterhält 63 Pfarren und 42 Schulen mit insgesamt 19.000 Schülern. Es wird maßgeblich unterstützt vom Ritterorden vom Heiligen Grab zu Jerusalem.